# Shesh i Bardhë
Shesh i Bardhë (översatt till svenska. "Vitt fält") är ett albanskt vitt vin. Det rekommenderas serveras vid 10 grader celsius.